# Авотиня, Дайна
Дайна Авотиня (в советский период Дайна Рудольфовна Авотыня; латыш. Daina Avotiņa; 4 ноября 1926, Валмиера — 5 января 2025, Латвия) — латышский писатель, поэт. Переводчик с русского, немецкого и литовского языка. Офицер ордена Трёх звёзд (2014). Заслуженный деятель культуры Латвийской ССР (1986) и Литовской ССР (1987).

## Биография
Дайна Авотиня родилась 4 ноября 1926 в Валмиере в семье лесника. Младший брат — писатель Янис Лейиньшс. Училась в начальных школах Бея, Ингажи, Аугшгауяс, а также в Гауйенской средней школе. В 1947 году окончила Рижскую среднюю школу № 3. С 1947 по 1951 год обучалась на кафедре латышского языка и литературы историко-филологического факультета Латвийского государственного университета.
С 1951 по 1964 год редактор Латвийского государственного издательства, с 1964 по 1967 год — главный редактор отдела оригинальной художественной литературы. С 1967 по 1968 год заместитель главного редактора газеты «Литература и искусство» (латыш. Literatūra un Māksla). В 1965 году была принята в Союз писателей Латвии. С 1968 по 1972 год возглавляла Бюро литературной пропаганды и была организатором Дней поэзии (латыш. Dzejas dienas). С 1976 по 1980 год — секретарь правления Союза писателей Латвии. Член Коммунистической партии (1955—1990).
Умерла 5 января 2025 года в Латвии.

## Творческая деятельность
Дайна Авотиня автор 11 сборников стихов, 23 произведений в прозе, а также множественных переводов с литовского, русского, немецкого и молдавского языков. Способствовала взаимным культурным связям Литвы и Латвии. В своих прозаических произведениях Дайна Авотиня писала о различных исторических судьбах, а также широко изображала литературные процессы в Латвии 60-80-е годы 20 века. Для поэзии и прозаических произведений Авотини характерна лирическая направленность. Совместно с Витаутсом Люденсом составила сборник произведений латышских поэтов на литовском языке «Zvani» (Вильнюс, 1968).
Первая литературная публикация автора, стихотворение «Viņš mīl?» опубликовано в журнале «Karogs» в 1954 году. В 1965 году был опубликован первый сборник стихов «Magoņu vasara». В 1965 году участвовала в организации первых Дней поэзии и издании сборника «День поэзии». В 2015 году были опубликованы мемуары «Mani spēka pīlāri» об И. Зиедонисе и О. Вациетисе. В конце 2014 года вышла заключительная часть трилогии «Kad lausks cērt», «Jūlija» и последняя часть «Rūdis». Осенью 2016 года, в преддверии 90-летнего юбилея писателя, был опубликован роман «Nezūdošā vērtība».

## Награды
- Офицер ордена Трёх звёзд (2014)[2].
- Офицер ордена «За заслуги перед Литвой» (2008, Литва)[6][2].
- Заслуженный деятель культуры Латвийской ССР (1986)[2].
- Заслуженный деятель культуры Литовской ССР (1987)[2].
- Премия за выдающиеся достижения в области латышской литературы (LALIGABA; 2022)[3].
- Премия имени Вилиса Лациса (1977)[2].

## Поэзия
- 1965: «Magoņu vasara» (Latvijas Valsts izdevniecība).
- 1967: «Vērmeļu vīns» (Liesma).
- 1969: «Akmens ziedēšana» (Liesma).
- 1969: skaņuplate «Dzeja». Dzejoļus lasa autore un aktrise Dina Kuple (Мелодия).
- 1971: «Delnā kā bezdelīdzēns» (Liesma).
- 1974: «Mazās ostas» (Liesma).
- 1979: «Caunas pēdu raksts» (Liesma).
- 1981: «Dadžu vijoles», izlase (Liesma).
- 1986: «Ērģeles naktī», izlase (Liesma).
- 1992: «Zem cīruļspārna…» (POLY).
- 2012: «Tikšanās», izlase un jauni dzejoļi (Zvaigzne ABC).

## Проза
- 1970: «Nenogaliniet stirnu…: stāsti no kādas dienasgrāmatas» (Liesma).
- 1973: «Zuze: lirisks stāsts» (Liesma).
- 1976: «Saksiņu vējos. Akmens enkurs» (kopā ar Alfrēdu Šliseru).
- 1978: «Celmi pie upes», romāns, triloģijas 1. grāmata (Liesma).
- 1983: «Pāri akacim», romāns, triloģijas 2. grāmata (Liesma)
- 1990: «Nāk diena pēc dienas», romāns, triloģijas 3. grāmata(Liesma).
- 1999: «Nesalauztā», romāns (Elpa).
- 2000: «Kapteiņa Jēka mīlestība», romāns (Lauku Avīze).
- 2004: «Zudībās atrastais», romāns (Lauku Avīze).
- 2011: «Vīramāte», romāns (Zvaigzne ABC).
- 2011: «Kad lausks cērt», romāns, triloģijas 1. grāmata (Zvaigzne ABC).
- 2011: «Melnā saulespuķe», romāns (Lauku Avīze).
- 2013: «Kumpiņa», «Atrastā dienasgrāmata», īsromāni (Lauku Avīze).
- 2013: «Dzērvju svētība», romāns (Zvaigzne ABC).
- 2013: «Jūlija», romāns, triloģijas 2. grāmata (Zvaigzne ABC).
- 2014: «Rūdis», romāns, triloģijas 3. grāmata (Zvaigzne ABC).
- 2015: «Divas koka karotes un roze», romāns (Zvaigzne ABC).
- 2016: «Nezūdošā vērtība», romāns (Zvaigzne ABC).
- 2017: «Liktenim tīk pajokot», romāns (Latvijas Mediji).
- 2017: «Likteņmezgli», romāns (Zvaigzne ABC).
- 2018: «Tāds laimīgs cilvēks», romāns (Zvaigzne ABC).
- 2020: «Ceļā», romāns (Zvaigzne ABC).
- 2021: «Debesis visur vienādas», stāstu izlase (Zvaigzne ABC).